# Aeropuerto de Frosinone
El aeropuerto de Frosinone es la estructura aeroportuaria de la ciudad de Frosinone, situada a 5 km de la ciudad. 

## Historia
Es un aeropuerto militar, sede del 72° grupo  de la Aeronáutica Militar Italiana y de la escuela de vuelo. 
Desde hace algunos años existe un proyecto para la conversión de Frosinone en un nuevo aeropuerto destinado a uso civil unido eficientemente con el centro de Roma utilizando la línea ferroviaria del Tren de alta velocidad que atraviesa el territorio de Frosinone.